# Plevun, Haskovo
Plevun (în bulgară Плевун) este un sat în comuna Ivailovgrad, regiunea Haskovo,  Bulgaria. 

## Demografie
Componența etnică a satului Plevun
     Bulgari (91,04%)
     Romi (8,2%)
     Nicio identificare (0,74%)
     Altele (0%)
La recensământul din 2011, populația satului Plevun era de 134 locuitori. Din punct de vedere etnic, majoritatea locuitorilor (91,04%) erau bulgari, cu o minoritate de romi (8,2%). Pentru 0,74% din locuitori nu este cunoscută apartenența etnică.